# Браневский повет
Браневский повет (пол. Powiat braniewski) — повет (район) в Польше, входит как административная единица в Варминьско-Мазурское воеводство. Центр повета — город Бранево. Занимает площадь 1204,54 км². Население — 42 208 человек (на 31 декабря 2015 года).

## Административное деление
- города: Бранево, Фромборк, Пененжно
- городские гмины: Бранево
- городско-сельские гмины: Гмина Фромборк, Гмина Пененжно
- сельские гмины: Гмина Бранево, Гмина Лельково, Гмина Плоскиня, Гмина Вильчента

## История
Учреждён постановлением Совета Министров 29 мая 1946 года. На тот момент на его территории насчитывалось 126 населённых пункта, в том числе 4 города. Общее население повета составляло примерно 8,5 тысяч человек, он объединил 12 гмин, включавших в себя 120 громад.
Депопуляция и разрушения времён Второй мировой войны привели к тому, что Фромборк и Пененжно утратили статус городов. Линия государственной границы утверждена соглашением в Москве между правительствами Польши и СССР от 16 августа 1946 года. Морская граница приняла сегодняшние черты лишь 5 марта 1957 года.
После демаркации площадь повета достигла 1260 км², в него входили 2 города и 9 сельских гмин, разделённых на 98 громад.
Административная реформа 1954 года уничтожила гмины, увеличив в несколько раз размеры громад. Повет теперь включал в себя 21 громаду.
На протяжении 1950-х — 1970-х годов менялись как границы повета, так и его внутреннее деление. К моменту ликвидации повет делился на три города, одно поселение и девять громад.
Ликвидирован в рамках административной реформы 1975 года. Восстановлен 1 января 1999 года.

## Демография
Население повета дано на 31 декабря 2015 года.
| Перепись            | Всего | Мужчины | Женщины |
| ------------------- | ----- | ------- | ------- |
| Всего               | 42208 | 21076   | 21132   |
| Городское население | 22470 | 10910   | 11560   |
| Сельское население  | 19738 | 10166   | 9572    |